# Pasiphaea grandicula
Pasiphaea grandicula is een garnalensoort uit de familie van de Pasiphaeidae. De wetenschappelijke naam van de soort is voor het eerst geldig gepubliceerd in 1976 door Burukovsky.